# Trikala (stad)
Trikala (Grieks: Τρίκαλα) is een middelgrote stad (ca. 81.000 inwoners in 2011) en gemeente (dimos) in het noorden van Griekenland, behorend tot de Griekse bestuurlijke regio (periferia) Thessalië. Trikala is belangrijk als regionaal verkeersknooppunt en handelscentrum voor een vruchtbare landbouwstreek (onder meer katoen).
Trikala is de opvolger van het antieke Tri(k)kè of Trikka, reeds door Homerus vermeld, en traditioneel gezien als de geboorteplaats van de vergoddelijkte arts Asclepius. In de stad zijn trouwens overblijfselen te zien van een heiligdom ter ere van deze god van de geneeskunde. Het was ooit in de verre omtrek bekend, en bovendien het oudste in zijn soort in geheel Griekenland. De grote Hippocrates heeft hier een tijdje gewerkt. 
 In de Middeleeuwen kwam de naam Tríkala in gebruik. Eerst was het de zetel van een Servische (14e eeuw) en later van een Turkse vorst. In de Turkse tijd was het de voornaamste stad van Thessalië.
Bezienswaardig is de oude Kursum-moskee uit 1550, vlak bij de oude weg naar Karditsa. De wijk in de buurt van het Frourion (een 14e-eeuwse Byzantijnse vesting) staat nog vol schilderachtige huizen met allerlei architectonische eigenaardigheden uit de Turkse tijd, waarvan men recent de historische waarde heeft ontdekt, en die volop gerestaureerd worden.

## Gemeentelijke herindeling (2011)
De acht deelgemeenten (dimotiki enotita) van deze fusiegemeente zijn:
- Estiaiotida (Εστιαιώτιδα)
- Kallidendro (Καλλίδενδρο)
- Koziakas (Κόζιακας)
- Megala Kalyvia (Μεγάλα Καλύβια)
- Paliokastro (Trikala) (Παληόκαστρο)
- Paralithaioi (Παραληθαίοι)
- Trikala (Τρίκαλα)
- Faloreia (Φαλωρεία)

## Geboren
- Sotirios Kyrgiakos (23 juli 1979), voetballer